# 돌리 스타일
돌리 스타일(Dolly Style)은 스웨덴의 팝 그룹이다. 멤버들은 그룹 내에서 각자 몰리(Molly), 홀리(Holly), 폴리(Polly)라는 세 역할을 맡고 있다.

## 음반 목록

### EP
- Moonlight (2017)